# Surtees Racing Organisation
De Surtees Racing Organisation (kortweg: Team Surtees) was een raceteam dat van 1966 tot 1978 actief was in de Formule 1, de Formule 2, de Can-AM, de Formule A en de Formule 5000. Het meest succevolle seizoen was het seizoen 1972, toen het team vijfde werd in het constructeurskampioenschap van de Formule 1. In dat jaar werd Gijs van Lennep met een Surtees TS11-Chevrolet Europees kampioen in de Formule 5000.

## Geschiedenis

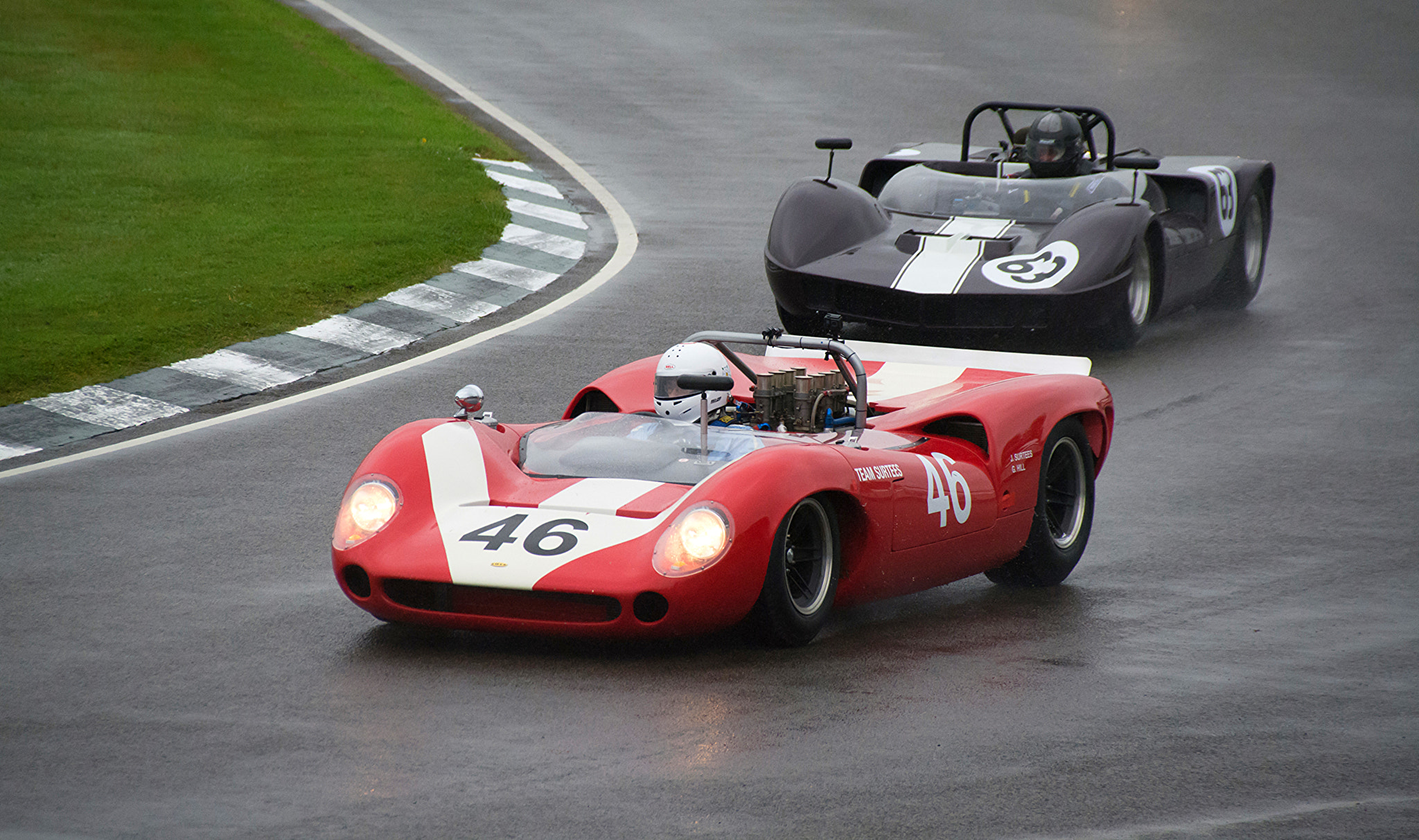
Lola T70 Mk2 Spyder van John Surtees, gedemonstreerd in 2016

Het team werd in 1966 opgezet door John Surtees, die toen al viervoudig wereldkampioen in de 500cc-wegrace, drievoudig wereldkampioen in de 350cc-wegrace en wereldkampioen in de Formule 1 was. Surtees was in 1960 begonnen met autoraces en had gereden voor Lotus, Cooper, Lola en Ferrari. Met Ferrari was hij in het seizoen 1964 wereldkampioen geworden. In 1966 schreef hij zich onder de naam "Team Surtees" met een Lola T70-Chevrolet in voor de eerste Canadian American Challenge Cup (Can-Am), die hij prompt wist te winnen met drie overwinningen in zes races. In 1968 besloot hij het mislukte Leda F5000 over te nemen om met een eigen auto deel te nemen aan de nieuwe Formule 5000. Met deze door Len Terry ontworpen Surtees TS5-Chevrolet won David Hobbs vijf van de twaalf races en hij eindigde als tweede in het SCCA-kampioenschap, achter John Cannon (Eagle-Chevrolet). 
Het inspireerde John Surtees om met een eigen team en eigen auto deel te nemen aan de Formule 1. Hij had enkele teleurstellende seizoenen met Honda en BRM achter de rug. Omdat zijn nieuwe Surtees TS9, die werd ontworpen door Surtees, Shahab Ahmed en Peter Connew, niet op tijd klaar was, moest hij het seizoen 1970 beginnen met een oude McLaren M7C. Pas na zes wedstrijden kon Surtees zijn TS9 inzetten. De auto scoorde zijn enige punten in de Canadese Grand Prix. Surtees-Ford eindigde als 8e in het constructeurskampioenschap. 
In het seizoen 1971 nam Surtees een tweede coureur in dienst, Rolf Stommelen. Een derde auto werd beurtelings door verschillende coureurs ingezet: Mike Hailwood, Brian Redman en Sam Posey. Surtees, Stommelen en Hailwood scoorden elk drie WK-punten. Ze gebruikten de Surtees TS9, afgeleid van de TS7 maar langer en breder. Surtees-Ford eindigde opnieuw als 8e in het constructeurskampioenschap. Gijs van Lennep reed in de GP van Nederland een oude TS7, die de Stichting Autoraces Nederland voor hem had gekocht.
Na 1971 stopte Surtees zelf met racen. Mike Hailwood kwam voor het volledige seizoen 1972 naar Surtees en ook Andrea de Adamich en de Australiër Tim Schenken kwamen bij het team. Hailwood scoorde de enige podiumplaats voor het team, toen hij in de GP van Italië tweede werd. In het rijderskampioenschap werd Hailwood achtste, Team Surtees eindigde als vijfde in het constructeurskampioenschap. Succes was er wel in de Formule 2, waar Hailwood in een Surtees TS10-Ford-Cosworth Europees kampioen werd, en in het Europees kampioenschap Formule 5000, waar Gijs van Lennep de titel won.
In het seizoen 1973 werd Schenken vervangen door Carlos Pace. Hailwood en Pace waren de vaste rijders, maar af en toe reden ook Jochen Mass, Luiz Bueno en Andrea de Adamich in een Surtees. Het werd een teleurstellend jaar, waarin alleen Pace punten scoorde. Het werd ook een duur jaar, toen tijdens de Britse Grand Prix alle (drie) Surtees-auto's verwoest werden. 
In het seizoen 1974 vertrok Hailwood naar McLaren. Hij werd bij Surtees vervangen door Jochen Mass. Halverwege het seizoen vertrok ook Carlos Pace, die werd vervangen door Derek Bell. Het was een dramatisch jaar, waarin de enige punten gescoord werden door Pace. Tot overmaat van ramp verongelukte Helmuth Koinigg, die de Noord-Amerikaanse GP's reed, bij een crash tijdens de Grand Prix van de Verenigde Staten op Watkins Glen. Surtees werd slechts elfde in het constructeurskampioenschap. 
Door de hoge kosten en gebrek aan sponsoring kon Surtees in het seizoen 1975 slechts een enkele coureur inzetten, de Ier John Watson, hoewel voor de Brit Dave Morgan ook tijdens de Britse GP een auto beschikbaar was. Puntloos sloot Surtees het seizoen af als laatste in het constructeurskampioenschap. 
Het seizoen 1976 verliep veel succesvoller, niet in de laatste plaats door een enigszins controversieel sponsorcontract met condoomproducent Durex, maar ook door de nieuwe Surtees TS19. Alan Jones werd als coureur aangetrokken. Een tweede auto, met sponsoring van Chesterfield, werd gereden door Brett Lunger en er werd in de tweede helft van het seizoen een klantenauto geleverd aan Henri Pescarolo. Jones scoorde punten in de GP van België, de Britse Grand Prix en de GP van Japan en eindigde als 15e in het wereldkampioenschap. Surtees eindigde het seizoen als 10e in het constructeurskampioenschap. 
Het succes van Alan Jones zorgde in het seizoen 1977 voor zijn vertrek naar het team van Shadow. Opnieuw door geldproblemen kon Surtees alleen een auto inzetten voor Vittorio Brambilla, die drie keer in de punten reed en het seizoen als 15e afsloot. Surtees-Ford werd 11e in het constructeurskampioenschap. 
In het seizoen 1978 scoorde Brambilla slechts 1 punt. Er werd een auto beschikbaar gesteld aan de betalende coureur Rupert Keegan, die geen enkel punt scoorde. Brambilla eindigde op een door drie man gedeelde 19e plaats in het wereldkampioenschap, Surtees werd gedeeld 13e. 
De financiële problemen van Surtees werden steeds groter. Men reed intussen met de Surtees TS20, die overschaduwd werd door de grondeffect-auto's. Er was voor het seizoen 1979 zelfs een nieuwe versie van die auto ontwikkeld. Die werd 1 keer ingezet in het British Formula One Championship (de voormalige Formule 5000), maar daarna hield de Surtees Racing Organisation op te bestaan.

## Auto's
| Type     | Jaar      | Klasse    | Chassis | Motor                               | Ontwerp                                    | Bijzonderheden |
| -------- | --------- | --------- | ------- | ----------------------------------- | ------------------------------------------ | --- |
| TS5 (A)  | 1969-1970 | FA/ F5000 | Leda    | Ford 5.0 V8, later Chevrolet 5.0 V8 | Len Terry                                  | Gebaseerd op een prototype van Len Terry. Het was een initiatief van de Britse ontwerper Roger Nathan, bedoeld voor de Formule 5000 en van de acteur James Garner voor zijn American International Racers in de Formule A, de Amerikaanse tegenhanger van de F5000. John Surtees was ook geïnteresseerd in de auto, die dan Terry Surtees (TS5) zou gaan heten. De Amerikaanse versie zou de Garner TS5 worden. De Amerikanen keurden het ontwerp feitelijk af. Surtees verbeterde de vier prototypen in zijn eigen werkplaats en bouwde er nog drie extra. Enkele exemplaren werden verkocht en raceten toch nog in de Formule A. |
| TS7      | 1970      | F1        | Surtees | Ford-Cosworth DFV 3.0 V8            | John Surtees / Shahab Ahmed / Peter Connew | De eerste Surtees-auto voor de Formule 1, ontwikkeld door John Surtees samen met Shahab Ahmed en Peter Connew. Surtees scoorde punten in de GP van Nederland en de GP van Canada. Derek Bell werd er zesde mee in de GP van de USA. In 1971 kocht de Stichting Autoraces Nederland een TS7 voor Gijs van Lennep, die er achtste mee werd in de Nederlandse Grand Prix. |
| TS8      | 1971-1972 | F5000     | Surtees | Chevrolet 5.0 V8                    | John Surtees / Peter Connew                | Gebouwd voor de Formule 5000 op basis van de TS7, maar met een grotere wielbasis en een 5-liter Chevrolet-V8. Alan Rollison won er twee wedstrijden mee, Mike Hailwood vier. Hij eindigde als tweede in het kampioenschap. |
| TS9 (B)  | 1971-1972 | F1        | Surtees | Ford-Cosworth DFV 3.0 V8            | John Surtees / Peter Connew                | Ook afgeleid van de TS7 met een grotere wielbasis en spoorbreedte. Beste resultaat was de tweede plaats van Mike Hailwood in de Italiaanse GP van 1972. Een herziene versie, de TS9B, verscheen in 1972. |
| TS10     | 1972      | F2        | Surtees | Ford-Cosworth DBA 1.6 L4            | John Surtees / Peter Connew                | Auto voor de Formule 2 met een Cosworth 1.6-liter viercilinderlijnmotor, die was getuned door Brian Hart. Mike Hailwood werd er in 1972 Europees kampioen mee. |
| TS11     | 1972-1973 | F5000     | Surtees | Chevrolet 5.0 V8                    | John Surtees                               | De F5000-opvolger van de TS8, gebaseerd op de TS9 maar met een 5-liter Chevrolet-motor. Gijs van Lennep werd er Europees kampioen mee in 1972. |
| TS14 (A) | 1972-1973 | F1        | Surtees | Ford-Cosworth DFV 3.0 V8            | John Surtees                               | Opvolger van de TS9B, die weliswaar snel was, maar ook grote betrouwbaarheidsproblemen kende, met name als het om de wielophanging, de steekassen en de banden ging. Dan gaat het feitelijk over de TS14A uit 1973, want de TS14 werd in 1972 nauwelijks ingezet. Surtees riep de hulp in van bandenleverancier Firestone, maar kreeg die niet omdat Firestone al van plan was zich terug te trekken uit de F1. Het was de eerste F1-auto die voldeed aan het kreukelzone-voorschrift en de laatste waarmee John Surtees zelf racete.                                                                                              |
| TS15     | 1973      | F2        | Surtees | Ford-Cosworth BDD 1.6 L4            | John Surtees                               | Formule 2-auto die niet kon concurreren met de March 732, vooral omdat die laatste een BMW M12-motor had. Daar was de Cosworth BDD-motor geen partij voor. |
| TS16     | 1974-1975 | F1        | Surtees | Ford-Cosworth DFV 3.0 V8            | John Surtees                               | De TS16 was gebaseerd op de TS14, maar te zwaar en de Cosworth DFV 3.0 V8-motor kon ook niet echt meer imponeren. Surtees scoorde slechts drie punten in het constructeurskampioenschap en het teleurstellende jaar werd afgesloten met de dood van Helmuth Koinigg tijdens de Grand Prix van de Verenigde Staten op Watkins Glen. In 1975 werd de auto alleen ingezet door John Watson, maar toen werd er zelfs geen enkel punt gescoord. |
| TS19     | 1976-1978 | F1        | Surtees | Ford-Cosworth DFV 3.0 V8            | John Surtees / Ken Sears                   | De TS19 was een heel nieuwe auto, gebouwd door John Surtees en Ken Sears. In 1976 en 1977 wist de auto punten te scoren en hij reed zelfs nog in de eerste races van 1978 tot hij in mei werd vervangen door de TS20. |
| TS20     | 1978      | F1        | Surtees | Ford-Cosworth DFV 3.0 V8            | John Surtees / Ken Sears                   | De TS20 werd in 1978 pas vanaf de Spaanse Grand Prix in juni ingezet. De auto werd volledig overschaduwd door de grondeffect-auto's van de concurrentie. Het enige punt werd gescoord door Vittorio Brambilla tijdens de GP van Oostenrijk. |

## Formule 1-resultaten
| Jaar | Chassis     | Motor                    | Banden | Coureur(s)              | 1                                     | 2                                     | 3                                     | 4                                     | 5                                                       | 6                                                       | 7                                                       | 8                                                       | 9                                                       | 10                                                      | 11                        | 12                      | 13                      | 14                      | 15                      | 16                      | 17                      | Punten | WCC |
| ---- | ----------- | ------------------------ | ------ | ----------------------- | ------------------------------------- | ------------------------------------- | ------------------------------------- | ------------------------------------- | ------------------------------------------------------- | ------------------------------------------------------- | ------------------------------------------------------- | ------------------------------------------------------- | ------------------------------------------------------- | ------------------------------------------------------- | ------------------------- | ----------------------- | ----------------------- | ----------------------- | ----------------------- | ----------------------- | ----------------------- | ------ | --- |
| 1970 | McLaren M7C | Ford-Cosworth DFV 3.0 V8 | F      | John Surtees            | ZAF DNF                               | SPA DNF                               | MON DNF                               |                                       | NED 6e                                                  |                                                         |                                                         |                                                         |                                                         |                                                         |                           |                         |                         |                         |                         |                         |                         | 0      | -   |
| 1970 | TS7         | Ford-Cosworth DFV 3.0 V8 | F      | John Surtees            |                                       |                                       |                                       |                                       |                                                         |                                                         | GBR DNF                                                 | DUI 9                                                   | OOS DNF                                                 | ITA DNF                                                 | CAN 5e                    | VST DNF                 | MEX 8e                  |                         |                         |                         |                         | 3      | 8e  |
| 1970 | TS7         | Ford-Cosworth DFV 3.0 V8 | F      | Derek Bell              |                                       |                                       |                                       |                                       |                                                         |                                                         |                                                         |                                                         |                                                         |                                                         |                           | VST 6e                  |                         |                         |                         |                         |                         | 3      | 8e  |
| 1971 | TS7 TS9     | Ford-Cosworth DFV 3.0 V8 | F      | John Surtees            | ZAF DNF                               | SPA 11e                               | MON 7e                                | NED 5e                                | FRA 8e                                                  | GBR 6e                                                  | DUI 7e                                                  | OOS DNF                                                 | ITA DNF                                                 | CAN 11e                                                 | VST 17e                   |                         |                         |                         |                         |                         |                         | 8      | 8e  |
| 1971 | TS7 TS9     | Ford-Cosworth DFV 3.0 V8 | F      | Rolf Stommelen          | ZAF 12e                               | SPA DNF                               | MON 6e                                | NED DSQ                               | FRA 11e                                                 | GBR 5e                                                  | DUI 10e                                                 | OOS 7e                                                  | ITA DNF                                                 | CAN DNF                                                 | VST DNS                   |                         |                         |                         |                         |                         |                         | 8      | 8e  |
| 1971 | TS7 TS9     | Ford-Cosworth DFV 3.0 V8 | F      | Brian Redman            | ZAF 7e                                |                                       |                                       |                                       |                                                         |                                                         |                                                         |                                                         |                                                         |                                                         |                           |                         |                         |                         |                         |                         |                         | 8      | 8e  |
| 1971 | TS7 TS9     | Ford-Cosworth DFV 3.0 V8 | F      | Derek Bell              |                                       |                                       |                                       |                                       |                                                         | GBR DNF                                                 |                                                         |                                                         |                                                         |                                                         |                           |                         |                         |                         |                         |                         |                         | 8      | 8e  |
| 1971 | TS7 TS9     | Ford-Cosworth DFV 3.0 V8 | F      | Mike Hailwood           |                                       |                                       |                                       |                                       |                                                         |                                                         |                                                         |                                                         | ITA 4e                                                  |                                                         | VST 15e                   |                         |                         |                         |                         |                         |                         | 8      | 8e  |
| 1971 | TS7 TS9     | Ford-Cosworth DFV 3.0 V8 | F      | Sam Posey               |                                       |                                       |                                       |                                       |                                                         |                                                         |                                                         |                                                         |                                                         |                                                         | VST DNF                   |                         |                         |                         |                         |                         |                         | 8      | 8e  |
| 1971 | TS7 TS9     | Ford-Cosworth DFV 3.0 V8 | F      | Gijs van Lennep         |                                       |                                       |                                       | NED 8e                                | TS7, Team: Stichting Autoraces Nederland in de Dutch GP | TS7, Team: Stichting Autoraces Nederland in de Dutch GP | TS7, Team: Stichting Autoraces Nederland in de Dutch GP | TS7, Team: Stichting Autoraces Nederland in de Dutch GP | TS7, Team: Stichting Autoraces Nederland in de Dutch GP | TS7, Team: Stichting Autoraces Nederland in de Dutch GP | VST DNS                   |                         |                         |                         |                         |                         |                         | 8      | 8e  |
| 1972 | TS9B TS14   | Ford-Cosworth DFV 3.0 V8 | F      | Tim Schenken            | ARG 5e                                | ZAF DNF                               | SPA 8e                                | MON DNF                               | BEL DNF                                                 | FRA 17e                                                 | GBR DNF                                                 | DUI 14e                                                 | OOS 11e                                                 | ITA DNF                                                 | CAN 7e                    | VST DNF                 |                         |                         |                         |                         |                         | 18     | 5e  |
| 1972 | TS9B TS14   | Ford-Cosworth DFV 3.0 V8 | F      | Andrea de Adamich       | ARG DNF                               | ZAF DNC                               | SPA 4e                                | MON 7e                                | BEL DNF                                                 | FRA 14e                                                 | GBR DNF                                                 | DUI 13e                                                 | OOS 14e                                                 | ITA DNF                                                 | CAN DNF                   | VST DNF                 |                         |                         |                         |                         |                         | 18     | 5e  |
| 1972 | TS9B TS14   | Ford-Cosworth DFV 3.0 V8 | F      | Mike Hailwood           |                                       | ZAF DNF                               | SPA DNF                               | MON DNF                               | BEL 4e                                                  | FRA 6e                                                  | GBR DNF                                                 | DUI DNF                                                 | OOS 4e                                                  | ITA 2e                                                  |                           | VST 17e                 |                         |                         |                         |                         |                         | 18     | 5e  |
| 1972 | TS9B TS14   | Ford-Cosworth DFV 3.0 V8 | F      | John Surtees            |                                       |                                       |                                       |                                       |                                                         |                                                         |                                                         |                                                         |                                                         | ITA DNF                                                 |                           | VST DNS                 |                         |                         |                         |                         |                         | 18     | 5e  |
| 1972 | TS9B TS14   | Ford-Cosworth DFV 3.0 V8 | G      | John Love               |                                       | ZAF 16e                               | TS9, Team: Team Gunston               | TS9, Team: Team Gunston               | TS9, Team: Team Gunston                                 | TS9, Team: Team Gunston                                 | TS9, Team: Team Gunston                                 | TS9, Team: Team Gunston                                 | TS9, Team: Team Gunston                                 | TS9, Team: Team Gunston                                 | TS9, Team: Team Gunston   | TS9, Team: Team Gunston | TS9, Team: Team Gunston | TS9, Team: Team Gunston | TS9, Team: Team Gunston | TS9, Team: Team Gunston | TS9, Team: Team Gunston | 18     | 5e  |
| 1972 | TS9B TS14   | Ford-Cosworth DFV 3.0 V8 | G      | Sam Posey               | TS9B, Team: Champcar Inc.             | TS9B, Team: Champcar Inc.             | TS9B, Team: Champcar Inc.             | TS9B, Team: Champcar Inc.             | TS9B, Team: Champcar Inc.                               | TS9B, Team: Champcar Inc.                               | TS9B, Team: Champcar Inc.                               | TS9B, Team: Champcar Inc.                               | TS9B, Team: Champcar Inc.                               | TS9B, Team: Champcar Inc.                               | TS9B, Team: Champcar Inc. | VST 12e                 |                         |                         |                         |                         |                         | 18     | 5e  |
| 1973 | TS9B TS14A  | Ford-Cosworth DFV 3.0 V8 | F      | Mike Hailwood           | ARG DNF                               | BRA DNF                               | ZAF DNF                               | SPA DNF                               | BEL DNF                                                 | MON 8e                                                  | ZWE DNF                                                 | FRA DNF                                                 | GBR DNF                                                 | NED DNF                                                 | DUI 14e                   | OOS 10e                 | ITA 7e                  | CAN 9e                  | VST DNF                 |                         |                         | 7      | 7e  |
| 1973 | TS9B TS14A  | Ford-Cosworth DFV 3.0 V8 | F      | Carlos Pace             | ARG DNF                               | BRA DNF                               | ZAF DNF                               | SPA DNF                               | BEL 8e                                                  | MON DNF                                                 | ZWE 10e                                                 | FRA 13e                                                 | GBR DNF                                                 | NED 7e                                                  | DUI 4e                    | OOS 3e                  | ITA DNF                 | CAN 18e                 | VST DNF                 |                         |                         | 7      | 7e  |
| 1973 | TS9B TS14A  | Ford-Cosworth DFV 3.0 V8 | F      | Luiz Bueno              |                                       | BRA 12e                               |                                       |                                       |                                                         |                                                         |                                                         |                                                         |                                                         |                                                         |                           |                         |                         |                         |                         |                         |                         | 7      | 7e  |
| 1973 | TS9B TS14A  | Ford-Cosworth DFV 3.0 V8 | F      | Andrea de Adamich       |                                       |                                       | ZAF 8e                                |                                       |                                                         |                                                         |                                                         |                                                         |                                                         |                                                         |                           |                         |                         |                         |                         |                         |                         | 7      | 7e  |
| 1973 | TS9B TS14A  | Ford-Cosworth DFV 3.0 V8 | F      | Jochen Mass             |                                       |                                       |                                       |                                       |                                                         |                                                         |                                                         |                                                         | GBR DNF                                                 |                                                         | DUI 7e                    |                         |                         |                         | VST DNF                 |                         |                         | 7      | 7e  |
| 1974 | TS16        | Ford-Cosworth DFV 3.0 V8 | F      | Carlos Pace             | ARG DNF                               | BRA 4e                                | ZAF 11e                               | SPA 13e                               | BEL DNF                                                 | MON DNF                                                 | ZWE DNF                                                 |                                                         |                                                         |                                                         |                           |                         |                         |                         |                         |                         |                         | 3      | 11e |
| 1974 | TS16        | Ford-Cosworth DFV 3.0 V8 | F      | Jochen Mass             | ARG DNF                               | BRA 17                                | ZAF DNF                               | SPA DNF                               | BEL DNF                                                 | MON DNS                                                 | ZWE DNF                                                 | NED DNF                                                 | FRA DNF                                                 | GBR 14e                                                 | DUI DNF                   |                         |                         |                         |                         |                         |                         | 3      | 11e |
| 1974 | TS16        | Ford-Cosworth DFV 3.0 V8 | F      | José Dolhem             |                                       |                                       |                                       |                                       |                                                         |                                                         |                                                         |                                                         | FRA DNQ                                                 |                                                         |                           |                         | ITA DNQ                 |                         | VST DNF                 |                         |                         | 3      | 11e |
| 1974 | TS16        | Ford-Cosworth DFV 3.0 V8 | F      | Derek Bell              |                                       |                                       |                                       |                                       |                                                         |                                                         |                                                         |                                                         |                                                         | GBR DNQ                                                 | DUI 11e                   | OOS DNQ                 | ITA DNQ                 | CAN DNQ                 |                         |                         |                         | 3      | 11e |
| 1974 | TS16        | Ford-Cosworth DFV 3.0 V8 | F      | Jean-Pierre Jabouille   |                                       |                                       |                                       |                                       |                                                         |                                                         |                                                         |                                                         |                                                         |                                                         |                           | OOS DNQ                 |                         |                         |                         |                         |                         | 3      | 11e |
| 1974 | TS16        | Ford-Cosworth DFV 3.0 V8 | F      | Helmuth Koinigg         |                                       |                                       |                                       |                                       |                                                         |                                                         |                                                         |                                                         |                                                         |                                                         |                           |                         |                         | CAN 10e                 | VST (†)                 |                         |                         | 3      | 11e |
| 1974 | TS16        | Ford-Cosworth DFV 3.0 V8 | F      | Dieter Quester          |                                       |                                       |                                       |                                       |                                                         |                                                         |                                                         |                                                         |                                                         |                                                         |                           | OOS 9                   |                         |                         |                         |                         |                         | 3      | 11e |
| 1974 | TS16        | Ford-Cosworth DFV 3.0 V8 | F      | Leo Kinnunen            | Team: AAW Racing                      | Team: AAW Racing                      | Team: AAW Racing                      | Team: AAW Racing                      | BEL DNQ                                                 |                                                         | ZWE DNF                                                 |                                                         | FRA DNQ                                                 | GBR DNQ                                                 |                           | OOS DNQ                 | ITA DNQ                 |                         |                         |                         |                         | 3      | 11e |
| 1974 | TS16        | Ford-Cosworth DFV 3.0 V8 | F      | Jorge de Bagration      |                                       |                                       |                                       | SPA DNQ                               | Team: El Corte Inglés                                   | Team: El Corte Inglés                                   | Team: El Corte Inglés                                   | Team: El Corte Inglés                                   | Team: El Corte Inglés                                   | Team: El Corte Inglés                                   | Team: El Corte Inglés     | Team: El Corte Inglés   | Team: El Corte Inglés   | Team: El Corte Inglés   | Team: El Corte Inglés   | Team: El Corte Inglés   | Team: El Corte Inglés   | 3      | 11e |
| 1975 | TS16        | Ford-Cosworth DFV 3.0 V8 | G      | John Watson             | ARG DSQ                               | BRA 10e                               | ZAF DNF                               | SPA 8e                                | MON DNF                                                 | BEL 10                                                  | ZWE 16e                                                 | NED DNF                                                 | FRA 13e                                                 | GBR 11e                                                 |                           | OOS 10e                 |                         |                         |                         |                         |                         | 0      | 14e |
| 1975 | TS16        | Ford-Cosworth DFV 3.0 V8 | G      | Dave Morgan             |                                       |                                       |                                       |                                       |                                                         |                                                         |                                                         |                                                         |                                                         | GBR 18e-                                                |                           |                         |                         |                         |                         |                         |                         | 0      | 14e |
| 1976 | TS19        | Ford-Cosworth DFV 3.0 V8 | G      | Brett Lunger            |                                       | ZAF 11e                               | VSW DNQ                               | SPA DNQ                               | BEL DNF                                                 |                                                         | ZWE 15e                                                 | FRA 16e                                                 | GBR DNF                                                 | DUI DNF                                                 | OOS 10e                   |                         | ITA 14e                 | CAN 15e                 | VST 11e                 |                         |                         | 7      | 10e |
| 1976 | TS19        | Ford-Cosworth DFV 3.0 V8 | G      | Alan Jones              |                                       |                                       | VSW DNC                               | SPA 9e                                | BEL 5e                                                  | MON DNF                                                 | ZWE 13e                                                 | FRA DNF                                                 | GBR 5e                                                  | DUI 10e                                                 | OOS DNF                   | NED 8e                  | ITA 12e                 | CAN 16e                 | VST 8e                  | JAP 4e                  |                         | 7      | 10e |
| 1976 | TS19        | Ford-Cosworth DFV 3.0 V8 | G      | Conny Andersson         |                                       |                                       |                                       |                                       |                                                         |                                                         |                                                         |                                                         |                                                         |                                                         |                           | NED DNF                 |                         |                         |                         |                         |                         | 7      | 10e |
| 1976 | TS19        | Ford-Cosworth DFV 3.0 V8 | G      | Noritake Takahara       |                                       |                                       |                                       |                                       |                                                         |                                                         |                                                         |                                                         |                                                         |                                                         |                           |                         |                         |                         |                         | JAP 9e                  |                         | 7      | 10e |
| 1976 | TS19        | Ford-Cosworth DFV 3.0 V8 | G      | Henri Pescarolo         | Team Norev Racing with BS Fabrication | Team Norev Racing with BS Fabrication | Team Norev Racing with BS Fabrication | Team Norev Racing with BS Fabrication | Team Norev Racing with BS Fabrication                   | MON DNQ                                                 |                                                         | FRA DNF                                                 | GBR DNF                                                 | DUI DNQ                                                 | OOS 9e                    | NED 11e                 | ITA 17e                 | CAN 19e                 | VST DNC                 |                         |                         | 7      | 10e |
| 1976 | TS 16       | Ford-Cosworth DFV 3.0 V8 | G      | Divina Galica           | Team: ShellSport Whiting              | Team: ShellSport Whiting              | Team: ShellSport Whiting              | Team: ShellSport Whiting              | Team: ShellSport Whiting                                | Team: ShellSport Whiting                                | Team: ShellSport Whiting                                | Team: ShellSport Whiting                                | GBR DNQ                                                 |                                                         |                           |                         |                         |                         |                         |                         |                         | 7      | 10e |
| 1977 | TS19        | Ford-Cosworth DFV 3.0 V8 | G      | Vittorio Brambilla      | ARG 7e                                | BRA DNF                               | ZAF 7e                                | VSW DNF                               | SPA DNF                                                 | MON 8e                                                  | BEL 4e                                                  | ZWE DNF                                                 | FRA 13e                                                 | GBR 8e                                                  | DUI 5e                    | OOS 15e                 | NED 12e                 | ITA DNF                 | VST 19e                 | CAN 6e                  | JAP 8e                  | 6      | 11e |
| 1977 | TS19        | Ford-Cosworth DFV 3.0 V8 | G      | Hans Binder             | ARG DNF                               | BRA DNF                               | ZAF 11e                               | VSW 11e                               | SPA 9e                                                  | MON DNF                                                 |                                                         |                                                         |                                                         |                                                         |                           |                         |                         |                         | VST 11e                 | CAN DNF                 | JAP DNF                 | 6      | 11e |
| 1977 | TS19        | Ford-Cosworth DFV 3.0 V8 | G      | Larry Perkins           |                                       |                                       |                                       |                                       |                                                         |                                                         | BEL 12e                                                 | ZWE DNQ                                                 | FRA DNQ                                                 |                                                         |                           |                         |                         |                         |                         |                         |                         | 6      | 11e |
| 1977 | TS19        | Ford-Cosworth DFV 3.0 V8 | G      | Patrick Tambay          |                                       |                                       |                                       |                                       |                                                         |                                                         |                                                         |                                                         | FRA DNQ                                                 |                                                         |                           |                         |                         |                         |                         |                         |                         | 6      | 11e |
| 1977 | TS19        | Ford-Cosworth DFV 3.0 V8 | G      | Vern Schuppan           |                                       |                                       |                                       |                                       |                                                         |                                                         |                                                         |                                                         |                                                         | GBR 12e                                                 | DUI 7e                    | OOS 16e                 | NED DNQ                 |                         |                         |                         |                         | 6      | 11e |
| 1977 | TS19        | Ford-Cosworth DFV 3.0 V8 | G      | Lamberto Leoni          |                                       |                                       |                                       |                                       |                                                         |                                                         |                                                         |                                                         |                                                         |                                                         |                           |                         |                         | ITA DNQ                 |                         |                         |                         | 6      | 11e |
| 1977 | TS19        | Ford-Cosworth DFV 3.0 V8 | G      | Tony Trimmer            | Team: Melchester Racing               | Team: Melchester Racing               | Team: Melchester Racing               | Team: Melchester Racing               | Team: Melchester Racing                                 | Team: Melchester Racing                                 | Team: Melchester Racing                                 | Team: Melchester Racing                                 | Team: Melchester Racing                                 | GBR DNQ                                                 |                           |                         |                         |                         |                         |                         |                         | 6      | 11e |
| 1978 | TS19 TS20   | Ford-Cosworth DFV 3.0 V8 | G      | Vittorio Brambilla      | ARG 18e                               | BRA DNQ                               | ZAF 12e                               | VSW DNF                               | MON DNQ                                                 | BEL DNF                                                 | SPA 7e                                                  | ZWE DNF                                                 | FRA 17e                                                 | GBR 9e                                                  | DUI DNF                   | OOS 6e                  | NED DSQ                 | ITA DNF                 |                         |                         |                         | 1      | 13e |
| 1978 | TS19 TS20   | Ford-Cosworth DFV 3.0 V8 | G      | Rupert Keegan           | ARG DNF                               | BRA DNF                               | ZAF DNF                               | VSW DNS                               | MON DNF                                                 | BEL DNQ                                                 | SPA 11e                                                 | ZWE DNQ                                                 | FRA DNF                                                 | GBR DNQ                                                 | DUI DNQ                   | OOS DNQ                 | NED DNS                 |                         |                         |                         |                         | 1      | 13e |
| 1978 | TS19 TS20   | Ford-Cosworth DFV 3.0 V8 | G      | Carlo Franchi ("Gimax") |                                       |                                       |                                       |                                       |                                                         |                                                         |                                                         |                                                         |                                                         |                                                         |                           |                         |                         | ITA DNQ                 |                         |                         |                         | 1      | 13e |
| 1978 | TS19 TS20   | Ford-Cosworth DFV 3.0 V8 | G      | René Arnoux             |                                       |                                       |                                       |                                       |                                                         |                                                         |                                                         |                                                         |                                                         |                                                         |                           |                         |                         |                         | VST 9e                  | CAN DNF                 |                         | 1      | 13e |
| 1978 | TS19 TS20   | Ford-Cosworth DFV 3.0 V8 | G      | Beppe Gabbiani          |                                       |                                       |                                       |                                       |                                                         |                                                         |                                                         |                                                         |                                                         |                                                         |                           |                         |                         |                         | VST DNQ                 | CAN DNQ                 |                         | 1      | 13e |

## Can-AM-resultaten Team Surtees
| Jaar | Chassis                 | Motor     | Coureur(s)   | 1      | 2       | 3       | 4       | 5       | 6      | Punten | Plaats | Kampioen                                     |
| ---- | ----------------------- | --------- | ------------ | ------ | ------- | ------- | ------- | ------- | ------ | ------ | ------ | -------------------------------------------- |
| 1966 | Lola T70 Mk 2           | Chevrolet | John Surtees | MNT 1e | BRC DNF | MOS DNF | LAG 12e | RIV 1e  | SIR 1e | 27     | 1e     | John Surtees, Lola T70 Mk 2 Spyder-Chevrolet |
| 1966 | Lola T70 Mk 2           | Chevrolet | Graham Hill  |        |         |         |         | RIV 3e  |        | 4      | 9e     | John Surtees, Lola T70 Mk 2 Spyder-Chevrolet |
| 1967 | Lola T70 Mk 2/3B Spyder | Chevrolet | John Surtees | ROA 3e | BRC 4e  | MOS DNF | LAG DNF | RIV DNF | SIR 1e | 16     | 3e     | Bruce McLaren, McLaren M6A-Chevrolet         |